# Hervormde kerk (Broek in Waterland)
De Hervormde of Sint-Nicolaaskerk is de enige kerk van de Noord-Hollandse plaats Broek in Waterland,  en tevens het oudste nog bestaande gebouw van die plaats. De kerk staat op het Kerkplein in het noorden van het dorp. 
De Sint-Nicolaaskerk werd in de 15e eeuw gebouwd, in de stijl van de late gotiek. Tegen de puntgevel van de noordelijke hal is de consistorie gebouwd.

## Geschiedenis
De Hervormde of Sint-Nicolaaskerk is als een hallenkerk gebouwd met twee hallen. Het koor is gesloten middels een vijfzijdig apsis. Voor de Reformatie werd de kerk gewijd aan Sint-Nicolaas, omdat Broek in Waterland een vissersdorp was. Nicolaas is de beschermheilige van onder andere schippers. De toren staat op het westen en stamt in de huidige opzet uit 1727 en 1780. Het schip werd tussen 1585 en 1639 hersteld na brand. De twee portalen die tegen de hallen aan zijn gebouwd, zijn daar in de 18e eeuw geplaatst.

## Exterieur
De toren staat op het westen gericht en staat tevens tegen de zuidelijke hal. Deze hal heeft op het oosten nog een apsis. De noordelijke hal is volledig rechthoekig van vorm.
De twee portalen zijn verschillend vormgegeven. Het noordelijke portaal heeft een klokgevel met daarin een veelhoekige gevelsteen. De steen bestaat uit een veld met daarop een bloeiende plant in een pot. De randen van de steen bestaan uit S-voluten. Het zuidelijke portaal heeft een halsgevel met in de klauwstukken plantmotieven en op de symmetrische kuif een gesloten boek met aan weerszijden een harp en daarnaast een C-voluut. In de hals is een jaartalsteen aangebracht, het veld hiervan is blauw en het jaartal is verguld. Onder de klauwstukken zijn twee hoorn blazende cherubijntjes aangebracht. Onder de cherubijntjes is nog een hangend plantmotief geplaatst.

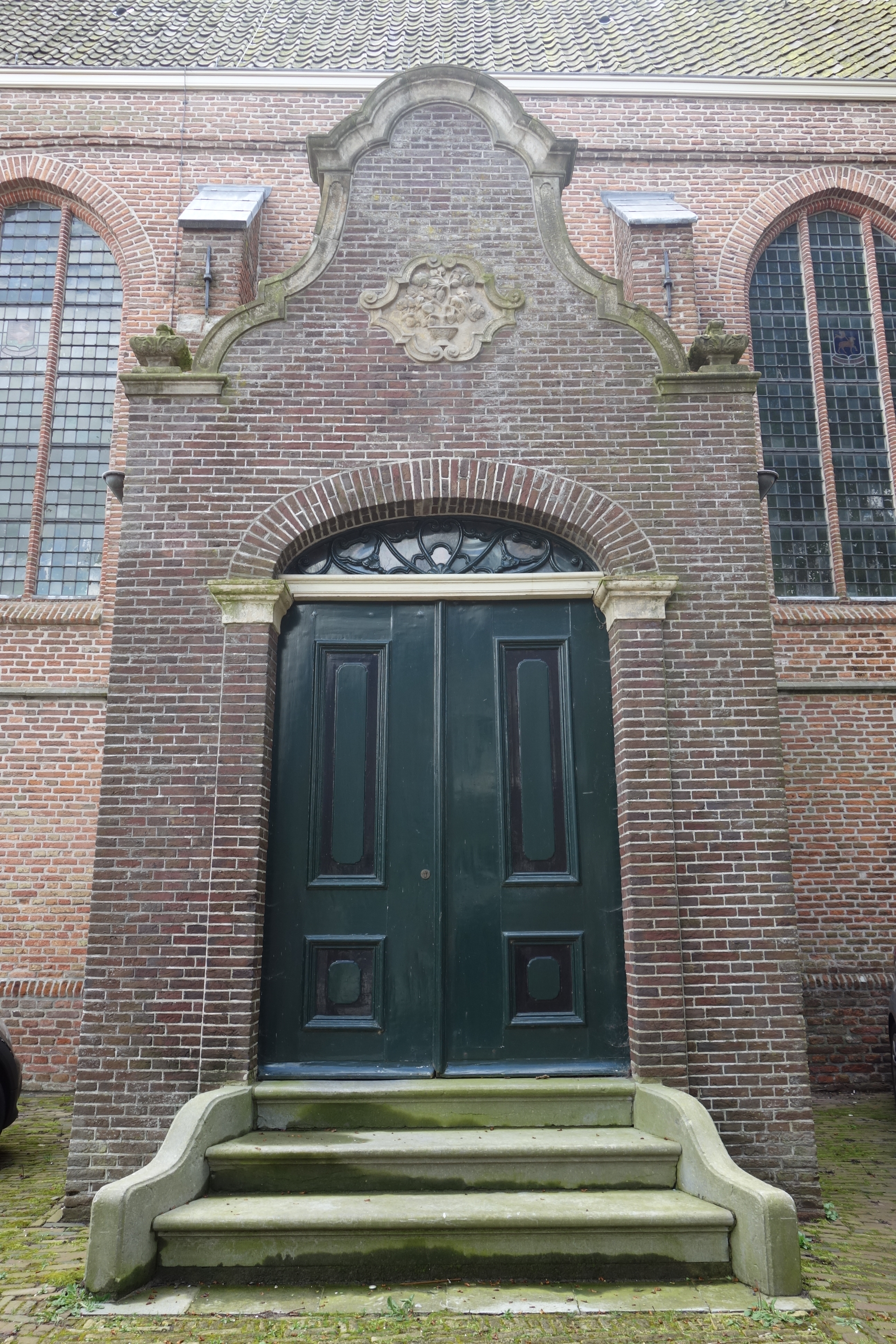
Het noordelijke portaal
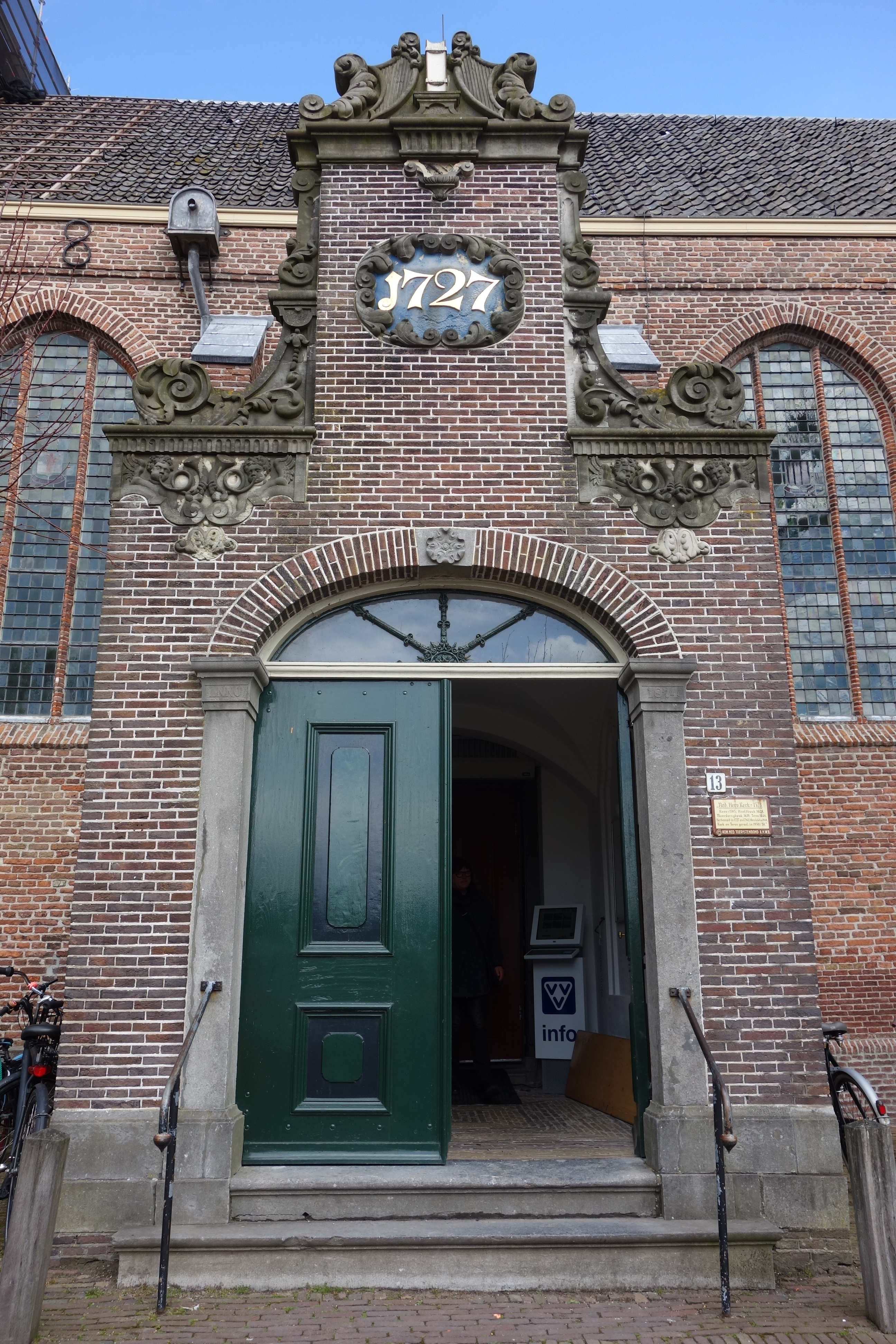
Het zuidelijke portaal

### Toren
De toren heeft drie geledingen en stamt in de huidige opzet uit 1727 en 1780. De torenspits staat niet helemaal recht op de bovenste geleding, maar helt niet over.
De luidklok is van H. Meurs en werd in 1624 gegoten. De diameter is 136 cm. Het uurwerk is mechanisch en werd in 1910 geplaatst. Het uurwerk is wel beschermd, maar de synchroonmotor die voor de aandrijving zorgt is niet beschermd.

## Interieur
Omdat er in de kerk begraven werd, bestaat de vloer grotendeels uit zerken. In totaal liggen er 273. De meeste familiewapens zijn gedurende de Franse tijd onherkenbaar gemaakt. Aan de westelijke muur in de noordelijke hal is een epitaaf aangebracht. Dit epitaaf is ter herinnering aan D.W. Ditmarsch en zijn vrouw. Naast de toegangsdeur (in het zuidelijke portaal) ligt Neeltje Pater, aandeelhoudster van de VOC.
De plafonds, in de zuidelijke kap gaat het om een tongewelf, zijn beide beschilderd met onder andere planten en engelen. Deze schilderingen kwamen tijdens een restauratie in de jaren 1980 tevoorschijn
De dooptuin staat tegen de zuidelijke muur. Het doophek met koperen doopboog stamt uit de 17e eeuw, de doorgang is wel ooit verbreed, het exacte jaartal is niet bekend. De deur van de doorgang bevond zich jarenlang in de collectie van het Rijksmuseum in Amsterdam. In de top van de doopboog is het wapen van Broek in Waterland geplaatst. Dit wordt vastgehouden door twee cherubijntjes. De linker kijkt altijd van de kijker weg.
De preekstoel is uit 1685 en heeft geen voet. Deze lijkt hierdoor aan de muur te hangen en heeft onder de kuip een druppel. De preekstoel is gemaakt van palissander, ebben- en rozenhout. Aan de kuip hangt ook een zandloper, het zand doet er precies een uur over om van het ene naar het andere reservoir te stromen. Dit uur was de tijd die de predikant mocht nemen voor zijn preek.
Het orgel is in 1832 gebouwd door Wander Beekes. Dit orgel maakt onderdeel uit van het rijksmonument, het vrije pedaal echter niet.

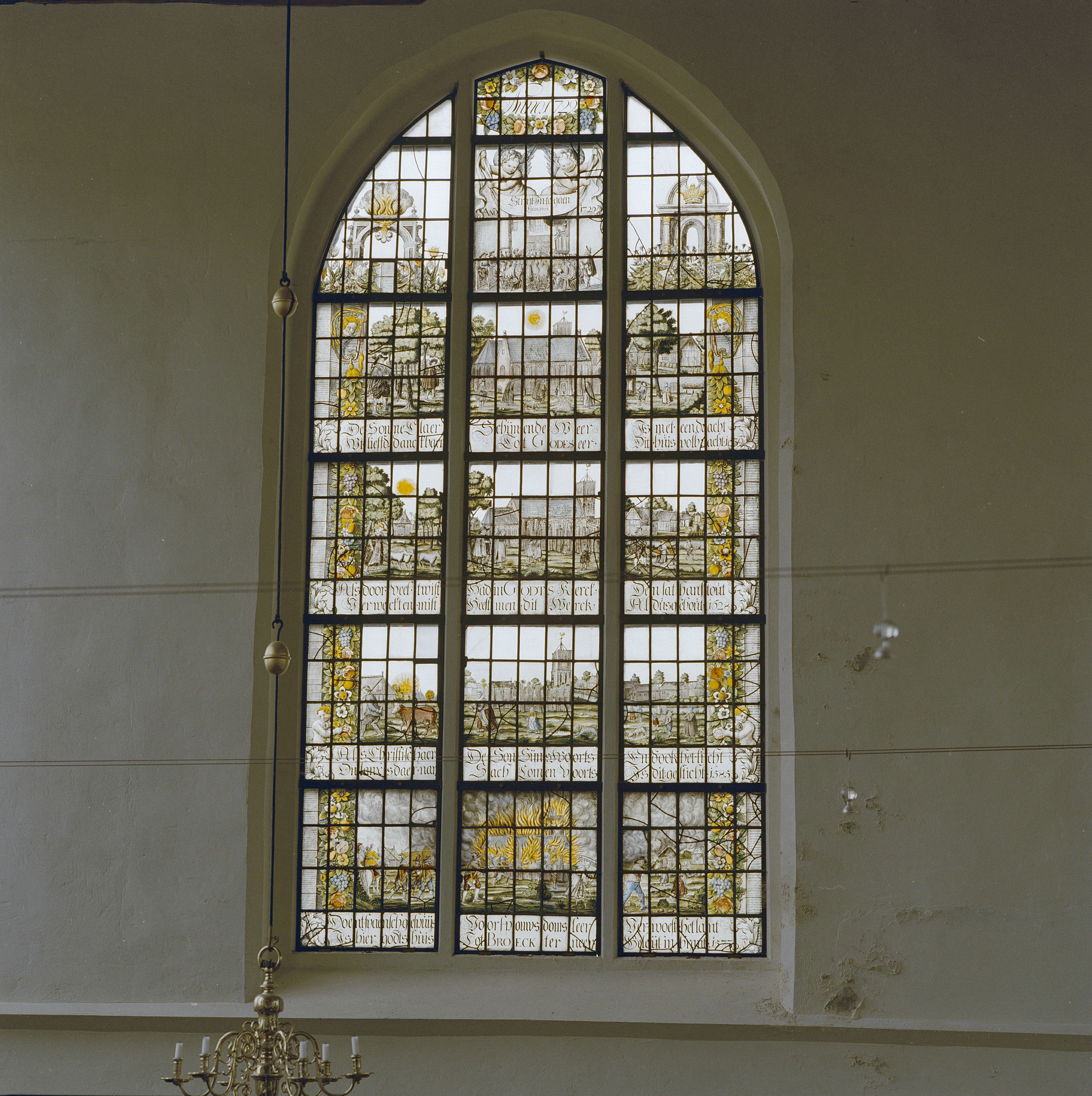
Het gebrandschilderde venster

### Gebrandschilderd venster
In het venster in de westelijke muur van de noordelijke hal is gebrandschilderd glas aangebracht. Deze ruiten stammen uit het tweede kwart van de 17e eeuw. De omlijsting van het venster is uit 1729.
Het venster beslaat vijf vakken, van onder naar boven gaat het om:
1. De kerk is tijdens de Tachtigjarige Oorlog door Spanjaarden in brand gestoken. Mensen, waaronder de priester met miskelk in de hand, vluchten.
2. De ruïne van de kerk is van een rieten dak voorzien. Links van de ruïne wordt een noodkerk gebouwd. De zon komt in het linker raam iets boven de horizon tevoorschijn, zoals het licht terug zou keren in de kerk.
3. De herbouw vordert, de zon staat nog hoger aan de lucht. De noodkerk wordt ook minder goed zichtbaar.
4. De herbouw is afgerond, de dorpelingen keren terug voor de eerste eredienst in de herbouwde kerk. De zon staat boven de kerk afgebeeld.
5. Het laatste raam toont het interieur van de herbouwde kerk tijdens de eerste dienst. Twee cherubijntjes houden een lint vast met daarop een tekst uit Lucas 13:24: Strijd om in te gaan (door de enge poort). Aan de uiteindes van het lint Anno en 1729.